# Фуэнтеальба, Джейсон
Дже́йсон Хоаки́н Фуэнтеа́льба Верга́ра (исп. Jeison Joaquín Fuentealba Vergara; род. 10 января 2003, Сантьяго) — чилийский футболист, полузащитник клуба «Универсидад де Чили».

## Клубная карьера
Фуэнтеальба — воспитанник клуба «Универсидад де Чили». В начале 2022 года для получения игровой практики Джейсон на правах аренды перешёл в Депортес Ла-Серена. 2 апреля 2022 года в матче против «Эвертона» он дебютировал в чилийской Примере.

## Международная карьера
В 2023 году в составе молодёжной сборной Чили Фуэнтеальба принял участие в молодёжном чемпионате Южной Америки в Колумбии. На турнире он сыграл в матчах против сборных Венесуэлы, Эквадора и Уругвая.